# Ладейщиков, Михаил Анатольевич
Михаил Ладейщиков (родился 1949, Свердловск) — советский и российский фотограф, художник.

## Биография
Родился в Свердловске 12 августа 1949 года.
Окончил Свердловский институт культуры (департамент фотографии).
Жил и работал в городах Липецк, Чебоксары и Йошкар-Ола. Один из организаторов первых в СССР фестивалей фотоискусства. С 1986 года активный участник фото-группы «Факт»(Чебоксары—Йошкар-Ола).
Сестра — поэтесса Л. А. Ладейщикова, член Союза писателей СССР с 1981 года, заслуженный работник культуры России.

## Творчество
Одним из первых фотографов в СССР применил метод пуширования черно-белого фотоматериала, добиваясь высокой контрастности и выразительности в изображении городской среды. В 1982—1984-х годах, после недолгого увлечения пейзажами и работы в детской фотостудии, нашел единомышленников по интеллектуальной фотографии в республиканском фотоклубе «Ракурс». С середины 1980-х годов снимал городскую фактуру в Чебоксарах, Казани и Йошкар-Оле, выполнял серии постановочных портретов, главным образом в экспромтных студиях, в домашнем интерьере, на производстве. В те же годы увлекся рисованием, изготовлением коллажей, написанием литературных текстов малых форм. Его графические композиции использовались в дизайне многотиражных каталогов, информационных изданий, афиш, выпускавшихся к Фестивалям фотоискусства в Чувашской Республике, а также в тематических разделах республиканских газет. В конце 1980-х стал серьёзно заниматься живописью, стиль его абстрактных произведений в депрессивно-динамичном ключе можно назвать близким творчеству американского художника Джексона Поллока.
В Чебоксарах в начале 1990-х годов выполнял черно-белую серию постановочных портретов, а также обнаженных моделей на фоне школьных досок. Продолжая снимать обнаженную натуру в студии в г. Йошкар-Оле, для каждой модели писал живописный фон. В 2000-е снимал натюрморты, экспериментируя с объектами и фактурой, без использования компьютерной графики. Сделал серию цветных фотографий на беспредметную тему с изысканными формами и цветом.
Участник многочисленных всесоюзных, всероссийских и международных фото-выставок.
С 1990-х годов живёт в Москве, работает рабочим сцены в театре им. Станиславского, занимается живописью, возвращается к фотографии.

## Выставки персональные
- 1996 — «Михаил Ладейщиков» (Братиславский международный месяц фотографии), Братислава.
- 2002 — «Ацы, бацы и другие царапки» (живопись, объекты, эстетика абсурдизма). Галерея Петра ВОЙСА, Москва.
- 2004 — «Город без света» Московский Музей современного искусства(Фотобиеннале-2004), Москва.

## Групповые выставки
- 1990 — «OPPOSITIONS», Роттердам.
- 1991 — «Photo Manifesto. Contemporary Photography in The USSR», USA.
- 1992 — «Litza. Contemporary Portrait Photography from Russia, Byelorussia and Ukraine». Amsterdam.
- 1994 — «Искусство современной фотографии. Россия. Украина. Беларусь», ЦДХ, Москва.
- 2003 — «Артконституция». Выставка галереи Петра Войса в Московском музее современного искусства.
- 2007 — «Фотоэстафета. От Родченко до наших дней», Центральный Манеж, Москва.
- 2017 — «Red Horizon: Contemporary Art and Photography in the USSR and Russia, 1960—2010», the Columbus Museum of Art

## Коллекции
- Московский дом фотографии
- Государственный центр современного искусстваГЦСИ
- Музей фотографических коллекций

## Публикации в книгах
- 1988 — «TOISINNAKIJAT»(«Инаковидящие»), Sn-Kirjat, Helsinki
- 1989 — «Glasnost у Fotografia. Nuovo fotografia Sovietica.(Современная советская фотография)», Milano, Idea Books Италия
- 1990 — «OPPOSITIONS», Роттердам
- 1991 — «Photo Manifesto. Contemporary Photography in The USSR», Stewart, Tabori&Chang , USA
- 1992 — «Litza. Contemporary Portrait Photography from Russia, Byelorussia and Ukraine». Foundation «CIRC», Amsterdam
- 1994 — «Искусство современной фотографии. Россия, Украина, Беларусь», Изд. AUTOPAN, Москва
- 2007 — Рыбчинский Ю.; Гладков Э. «Фотоэстафета от Родченко до наших дней» Издание Московского дома фотографии ISBN 5-93977-023-1
- 2012 — Evgeny Berezner, Irina Chmyreva, Natalia Tarasova and Wendy Watriss. «Contemporary Russian Photography», FotoFest 2012 Biennial Houston
- 2013 — «Changing Focus — A Collection of Russian and Eastern European Contemporary Photography». Sotheby’s, стр. 28-29, London
- 2017 — «Red Horizon — Contemporary Аrt and Photography in the USSR and Russia, 1960—2010». The Columbus Museum of Аrt, USA